# Swertia makinoana
Swertia makinoana är en gentianaväxtart som beskrevs av Maekawa. Swertia makinoana ingår i släktet Swertia och familjen gentianaväxter. Inga underarter finns listade i Catalogue of Life.